# 有機太陽電池

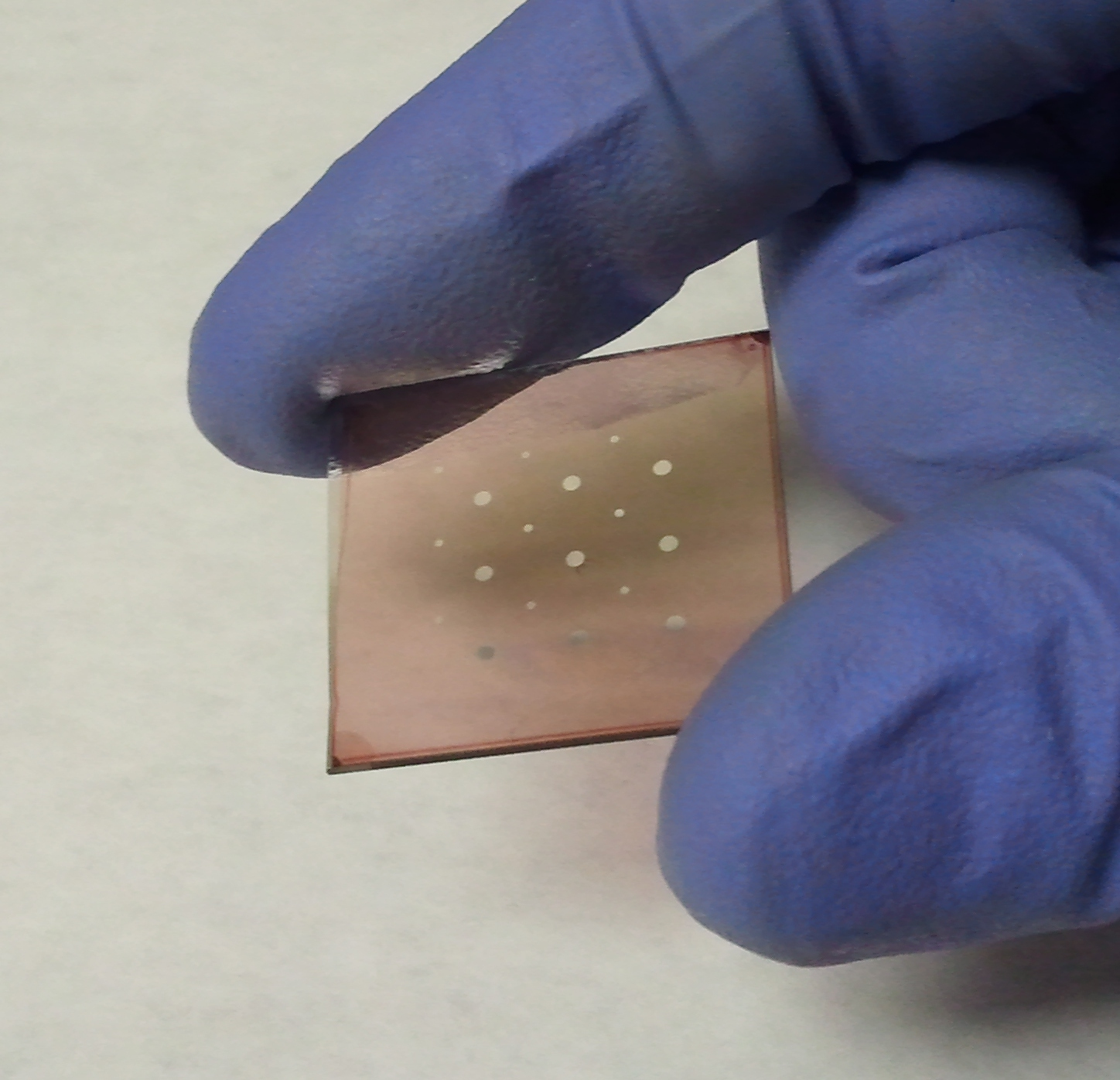
有機太陽電池

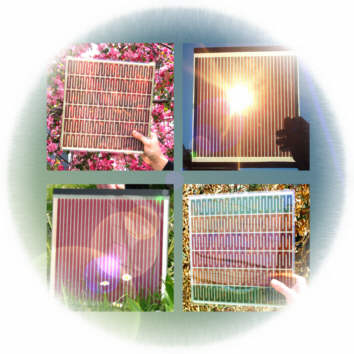
色素増感太陽電池

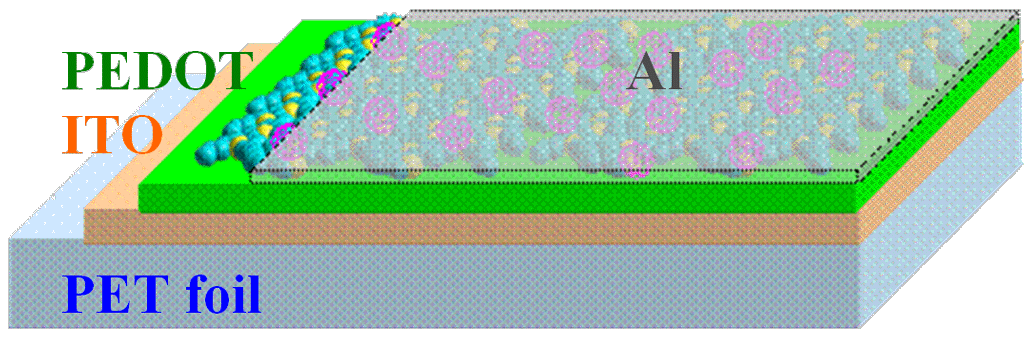
有機太陽電池の模式図

有機太陽電池（ゆうきたいようでんち、英：Organic solar cell）は、機能性高分子や有機色素による太陽電池。

## 歴史
有機物質に適当な条件下で光を照射すると電圧や電流が生じることはかなり以前から知られており、この現象に関する研究も1950年代から60年代にかけて多数報告されている。太陽電池への応用は1970年代以降に試みられてきた。1980年代から1990年代にかけて研究は低調だったが、2000年代以降、活発になりつつある。しかし、シリコン等の無機半導体を使用する太陽電池と比較して変換効率、耐久性が著しく劣るため実用化には至っていない。

## 概要
有機太陽電池には、無機半導体を使用する太陽電池と同様の原理で発電する形式と有機色素を使用した形式がある。
無機半導体を用いた太陽電池に対し、有機物では分子設計の自由度が高いため光吸収層（光電変換層）の吸収波長を太陽光に適した分子構造にする事で変換効率を高める事が試みられる。また、材料の精製に多大なエネルギーを必要とする無機半導体と比較して製法が簡便で生産コストが低くでき、着色性や柔軟性などを持たせられるなどの特長を有する。変換効率や寿命に課題があるが、実用化されれば将来の市場で大きなインパクトが期待されるため、開発が競われている。

## 構造

### pn接合型の場合
無機半導体による太陽電池と同様にp型とn型の半導体を接合した構造を持ち、半導体の性質を利用して、エネルギーを持った電子を直接的に電力として取り出す。詳しくは光起電力効果の項を参照のこと。

### 色素増感太陽電池の場合
色素増感太陽電池では、pn接合型とは様相が異なる。入射光によって、二酸化チタンに吸着された色素中の電子が励起される。この励起された電子を二酸化チタンを介して電極（陰極）へと導き、直流として取り出す。送り出された電子は外部回路を経由して対向電極（陽極）に戻り、電極間に挟まれた電解質中のイオンを介して再び色素吸着部へと戻る。

## 種類
色素増感太陽電池
有機色素を用いて光起電力を得る太陽電池。代表的なものはグレッツエル型（または湿式太陽電池）と呼ばれる型式のもので、2枚の透明電極の間に微量のルテニウム錯体などの色素を吸着させた二酸化チタン層と電解質を挟み込んだ単純な構造を有している。製造が簡単で材料も安価なことから大幅な低コスト化が見込まれ、最終的には現在主流の多結晶シリコン太陽電池の1～数割程度のコストで製造できると言われている。また軽量、着色も可能、などの特長を持つ。現在の課題はルテニウムや白金のような高価な金属が使用されている事と効率と寿命であり、技術的改良が進められている。電解液の蒸発を如何に防ぐかが重要であり、固体化などの技術開発が進められている。2016年2月の時点で、スイス連邦工科大学ローザンヌ校のチームが15%のエネルギー変換効率を達成している。
有機薄膜太陽電池
導電性ポリマーやフラーレンなどを組み合わせた有機薄膜半導体を用いる太陽電池。次世代照明/TVの有機ELの逆反応として研究が進展した。直近で実現しそうな技術のうち、最も安価大量に太陽発電可能な方式である。ロールツーロールで高速輪転機印刷が可能になるために、コストが1/10に下がりうる事と、軽量ロールのために治水ダム上流の山林伐採地での施工費が格段に安価になり、太陽発電コストを（固定価格買取制度による、電気料金引上げを伴う強引な量産ではなく）、技術革新で大きく押し下げる効果が期待されている。上記の色素増感太陽電池よりもさらに構造や製法が簡便になると言われており、電解液を用いないために（色素増感と比べると）柔軟性や寿命向上の上でも有利なのが特長である。21世紀に入ってから盛んに開発が行われるようになっている。課題は変換効率と寿命であり、2016年2月現在の記録はドイツのヘリアテック(Heliatek)が開発した多接合型セルによる13.2%が世界記録である。

## 課題
変換効率が低く、有機太陽電池は紫外線や湿度によって劣化する。